# 遠州鐵道1000型電聯車
遠州鐵道1000型電聯車（日语：／ Enshū Tetsudō 1000-kei densha）是遠州鐵道的鐵道線使用的通勤型電聯車。1000型是遠鐵為了紀念該公司開業的40周年紀念，而在1983年11月20日開始投入使用的鐵路車輛。本型車因車體老化而規劃逐步除役，並由遠鐵在1999年開始投入使用的遠州鐵道2000型電聯車作為其後繼車。

## 概要
1970至1980年代，當時仍屬於日本國鐵的濱松站周邊開發計畫中決定將鐵道線助信站至新濱松站間的路段高架化，並將遠鐵濱松站（現遠州醫院站）至新濱松站間的路段切換成路長較短的新路線。而遠鐵也在1958年至1978年陸續引進車頭為湘南型的遠州鐵道30型電聯車。雖然1980年遠鐵引入的30型最後編組MoHa 51－KuHa 61已進行安裝空調系統和架懸式驅動方式的傳動系統等現代化的改造，但先前引進的編組仍然使用軸懸式驅動方式傳動系統及自動氣軔，因此需引入品質及性能較高的鐵路車輛。而本型車即是為了紀念遠鐵成立40周年，而以MoHa 51－KuHa 61為基礎所推出的新型車輛。

## 規格與構造

### 車體
1000型電聯車的通風管道安裝在天花板內，車廂的屋頂則採用由薄鋼板壓製而成的輕量結構鋼焊接組裝構造；而屋頂的絕緣體使用專門用於鐵路車輛的 lawntex RF塗料。由於30型電聯車的湘南式車頭設計隨著時代演變而顯得過時，因此本型車改為採用非貫通構造；車體設計也以平面和直線為基礎，並以車頭正面與駕駛台平行的平面為基點向上下方及內側傾斜，呈現出新穎且充滿現代感的設計。
車體塗裝將富士山及東海地方的鮮明形象作為設計理念，以西班牙紅作為主要的色調，並搭配白色的橫向及斜向條紋；而該塗裝為遠鐵實際將30型的MoHa 25－KuHa 85編組重新粉刷後所研究出的方案。

### 客室
1000型為因應乘客在尖峰時段能流暢地上下車，因此將旅客用車門寬度擴大至1300mm。其中MoHa 1001、MoHa 1002、KuHa 1501與KuHa 1502配備關閉中間車門的裝置，並在遠鐵濱松站進行關閉中間車門的操作；但遠鐵濱松站在1985年12月1日因鐵路高架化而將站房遷移，該裝置也在後來遭到拆除。天花板的構造較為平坦，營造出明亮的氛圍；而牆面及天花板均使用米色的鋁基板製三聚氰胺化妝板，除了提升車體的抗腐蝕性外，也使牆面及天花板無須再進行塗裝。而熱絕緣體則使用被乙烯基包覆的玻璃棉，以提升車體的耐熱性。
客室內的座椅下方處安裝著不銹鋼材質的隔板，並在其內側設置反射式加熱器。每節車廂的天花板皆設置15盞快速啟動型螢光燈和3盞安裝逆變器的備用螢光燈；駕駛室則各設置1盞配備逆變器的螢光燈。車體側面的窗戶採用上下皆可拉開的兩段式鋁框組合窗，並分別在兩側各設置8扇窗戶。窗戶上方的行李架使用鋁製鑄物和不銹鋼管作為支架，並在面向車廂中央處設置三角形的握把。此外KuHa 1501的駕駛室後方設有放置輪椅的無障礙座位，KuHa 1507的無障礙座位則設於車掌室旁邊。

## 運用
1000型電聯車的MoHa 1001－KuHa 1501於1983年11月20日開始投入使用，並於同月的21日將30型電聯車的MoHa 36和MoHa 37，以及最後一輛配備雙駕駛台的加掛用車輛MoHa 21進行報廢。1985年，MoHa 1002－KuHa 1502編組開始在鐵道線上運轉，並於同年的11月13日將30型最後一批利用既有車輛的設備改造而成的MoHa 38 和 MoHa 39報廢 。1988年，遠鐵導入MoHa 1003－KuHa 1503編組，並於隔年（1989年）但的12月9日引入MoHa 1004－KuHa 1504編組。1991年，MoHa 1005－KuHa 1505編組投入運轉，MoHa 1006－KuHa 1506及MoHa 1007－KuHa 1507編組則分別在1994年12月28日和1996年12月27日投入使用。
由於1000型電聯車的車體逐漸老化，因此遠鐵開始將部份編組除役，並由1999年開始投入使用的遠州鐵道2000型電聯車作為1000型的替代車輛。本型車的首列編組MoHa 1001－KuHa 1501於2021年1月正式退役。MoHa 1002－KuHa 1502編組則在2024年9月27日結束運行。其餘的5列編組也將配合遠鐵的鐵路車輛檢修時程逐步除役，並由2000型電聯車取代。